# Glashütte (Rothenklempenow)
Glashütte – część gminy (Ortsteil) Rothenklempenow w Niemczech, w kraju związkowym Meklemburgia-Pomorze Przednie, w powiecie Vorpommern-Greifswald, w Związku Gmin Löcknitz-Penkun, w pobliżu granicy z Polską (powiat policki). Leży na obszarze Puszczy Wkrzańskiej. Do 30 grudnia 1999 samodzielna gmina.

## Historia
Nazwa wsi (dosł. huta szkła) pochodzi od ufundowanej w 1665 przez pomorską rodzinę szlachecką Ramin i działającej do 29 stycznia 1929 roku najstarszej na Pomorzu huty szkła.
W latach 1906–1945 przez wieś prowadziła linia kolejowa Randower Bahn Stobno Szczecińskie – Nowe Warpno, istniała także stacja "Stolzenburger Glashütte".